# Escadrille 20S
 (juillet 2009).
Si vous disposez d'ouvrages ou d'articles de référence ou si vous connaissez des sites web de qualité traitant du thème abordé ici, merci de compléter l'article en donnant les références utiles à sa vérifiabilité et en les liant à la section « Notes et références ».

L’escadrille 20S est une escadrille d'hélicoptères de l'aviation navale française, créée le 1er février 1956 et dissoute le 1er février 1991 pour être incorporée dans l'Escadrille 10S.

## Historique
Le 2 décembre 1959, la rupture du barrage de Malpasset, qui a entraîné la mort de 433 personnes, endommage gravement neuf hélicoptères (six Sikorsky HSS et trois Alouette III ). Huit avions (six Nord-1002, un Broussard et un Lancaster ) de l'escadrille 10S (qui partage alors le site avec la 20S), sont également irrémédiablement détruits.

## Base
L'escadrille 20S  était stationnée à la Base d'aéronautique navale de Fréjus-Saint Raphaël (février 1956-janvier 1991),,. Il est à noter que ce terrain d'aviation est celui qui a vu s'envoler le 23 septembre 1913, l'aviateur Roland Garros pour la première traversée aérienne de la Méditerranée.